# 傑克·庫姆斯
約翰·韋斯里·庫姆斯（英語：John Wesley Coombs，1882年11月18日—1957年4月15日），綽號「寇爾比傑克」，為美國職棒大聯盟的投手。生涯前期主要效力於運動家，後其效力過羅賓(今道奇隊)和老虎兩隊。1910年，庫姆斯拿下31勝9敗，至今仍是美聯投手單季勝率最高的紀錄。

## 職業生涯

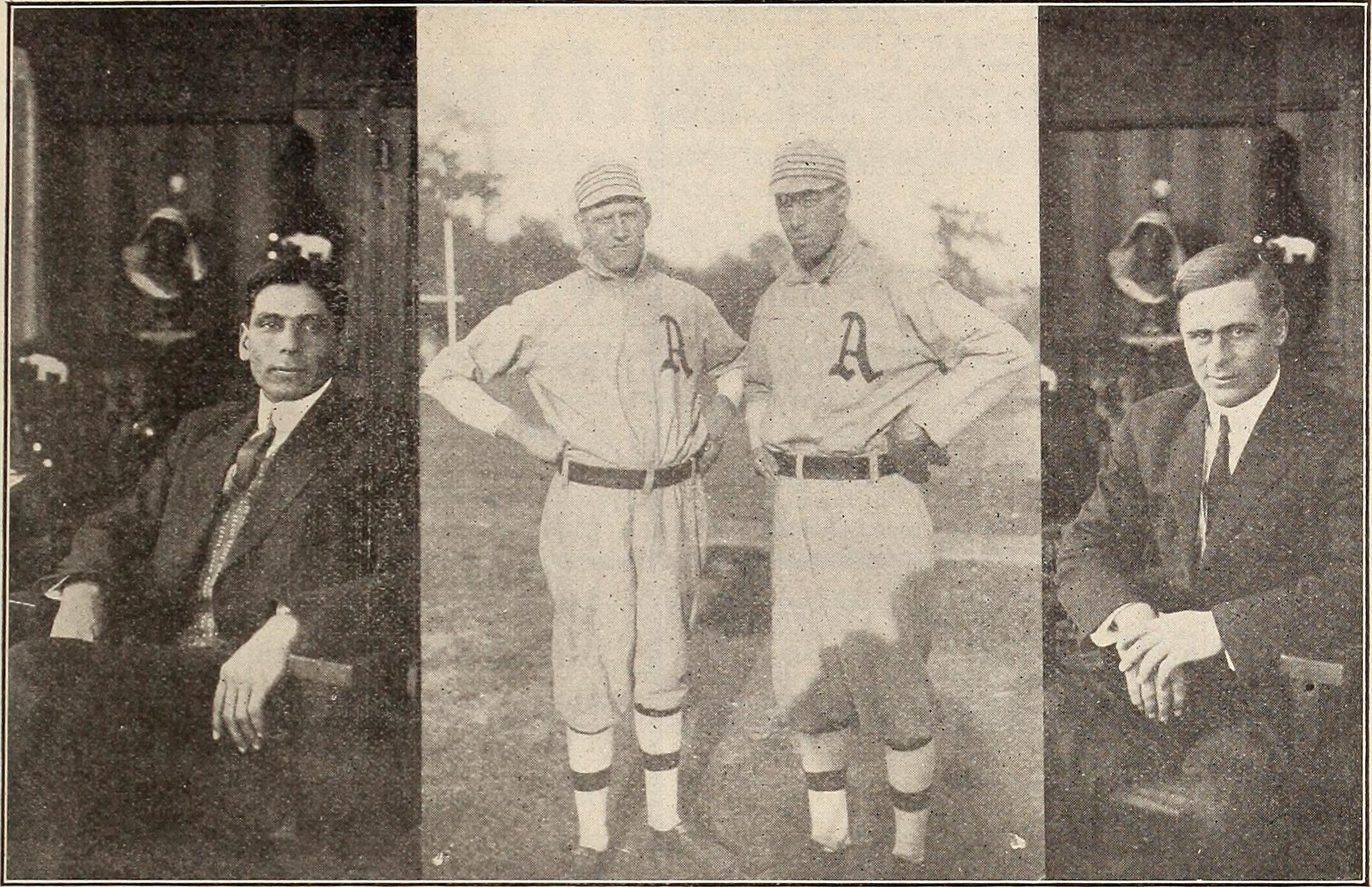
當時運動家在1910年代的四名明星球員：契夫·班德、Cy Morgan、庫姆斯和Rube Oldring都在1911年參與了電影The Baseball Bug的拍攝。

庫姆斯只從大學畢業三週後就登上大聯盟。該年他拿下10勝10敗，防禦率2.50。那年他還對紅襪隊投出一場24局的驚人完投勝。隔年他拿下6勝9敗，防禦率3.12。接下來兩年，庫姆斯累積拿下19勝16敗，防禦率都在2左右。
1910年，庫姆斯迎來生涯巔峰。這年他投出13場完封勝，整季拿下31勝9敗。7月份他拿下18勝，並締造連續53局無失分的紀錄，後來被奧勒爾·赫西瑟打破。
1910年世界大賽，庫姆斯一人就拿了3勝，運動家以4勝1敗封王。
之後庫姆斯又再參與了兩屆世界大賽，1919年，他曾擔任費城人的總教練，不過在季中遭到撤換。1920年，庫姆斯加盟老虎，挑戰重回職棒。後來他在球季結束後退休。
庫姆斯雖然投球的巔峰期不長，但他也是名不差的打者。生涯打擊率2成35，敲出4轟與100分打點。他在世界大賽的打擊率更是高達3成33，另有4分打點。

## 晚年
1929年起，庫姆斯都在杜克大學的棒球隊擔任教練。有許多杜克畢業的球員最終都順利進入職棒，而庫姆斯後來在1952年退休。杜克大學校內的棒球場便以庫姆斯之名來命名。

## 外部連結
- 球員資訊和成績在MLB，ESPN，Retrosheet ，Baseball Reference ，Baseball Reference (Minors) ，Fangraphs，The Baseball Cube （英文）